# Owle
Owle es una ciudad censal situada en el distrito de Raigad en el estado de Maharashtra (India). Su población es de 4275 habitantes (2011). Se encuentra  a 28 km de Bombay y a 110 km de Pune.

## Demografía
Según el censo de 2011 la población de Owle era de 4275 habitantes, de los cuales 2202 eran hombres y 2073 eran mujeres. Owle tiene una tasa media de alfabetización del 83,49%, superior a la media estatal del 82,34%: la alfabetización masculina es del 90,84%, y la alfabetización femenina del 75,79%.